# Ивановка (Лугинский район)
Ивановка (укр. Іванівка) — село на Украине, основано в 1861 году, находится в Лугинском районе Житомирской области.
Код КОАТУУ — 1822881303. Население по переписи 2001 года составляет 49 человек. Почтовый индекс — 11331. Телефонный код — 4161. Занимает площадь 0,37 км².

## Адрес местного совета
11331, Житомирская область, Лугинский р-н, с.Великий Дивлин, ул.Ленина, 45